# Kelenföldi református templom
A Kelenföldi református templom vagy Magyar Advent Temploma egy műemléki védelem alatt álló budapesti vallási épület.

## Történet
A templom 1928–1929-ben épült Medgyaszay István tervei szerint népies stílusban. Medgyaszay vasbeton szerkezetet használt munkája során, amelyet terméskővel borított. A népiességet a szecessziós-népi motívumok és a magas torony kialakításával hangsúlyozta. A belső tér is népiesre készült: fából faragott az úrasztala, a szószék, és az orgonaházat tartó „kopjafaszerű” oszlopok is.
A költségeket közadakozásból fedezték, igénybe véve holland és amerikai református gyülekezetek segítségét is. Az építkezés védnöke, és a megnyitó díszvendége nem kisebb személyiség volt, mint a református vallású Horthy Miklós kormányzó. A templom nevét Ravasz László, a Dunamelléki Református Egyházkerület püspöke javasolta.
Orgonája 1935-ben került átadásra. A második világháború komoly károkat tett az épületben, a renováció csak 1955-ben fejeződött be.
A templom napjainkban is eredeti funkciójában működik. Más lelkészek mellett itt hirdet igét Takaró Károly lelkipásztor is, Takaró Mihály irodalomtörténész fivére.
Érdekességként említendő, hogy a templom melletti két bérház is Medgyaszay azonos stílusban épült munkája.

## Képtár

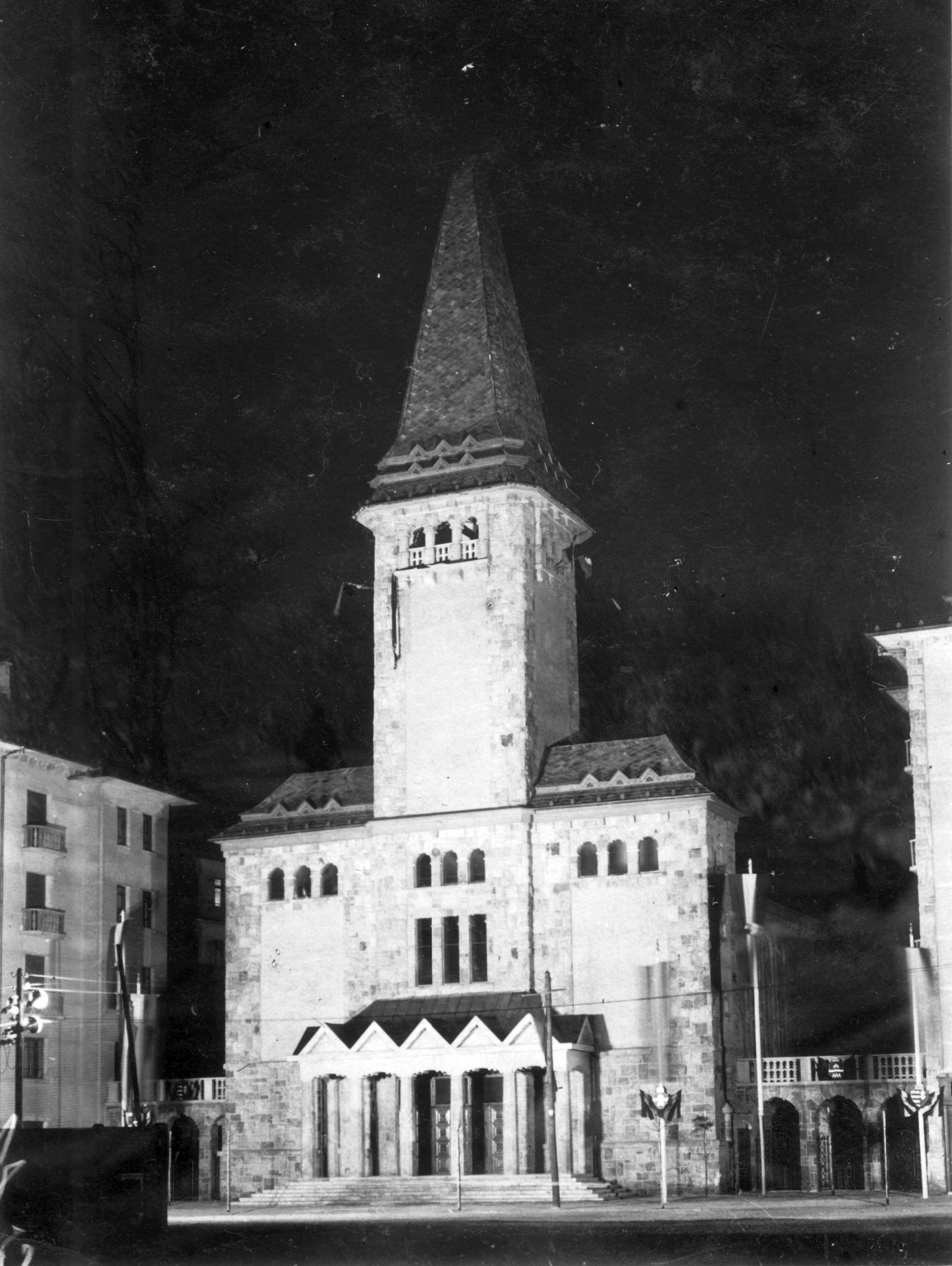
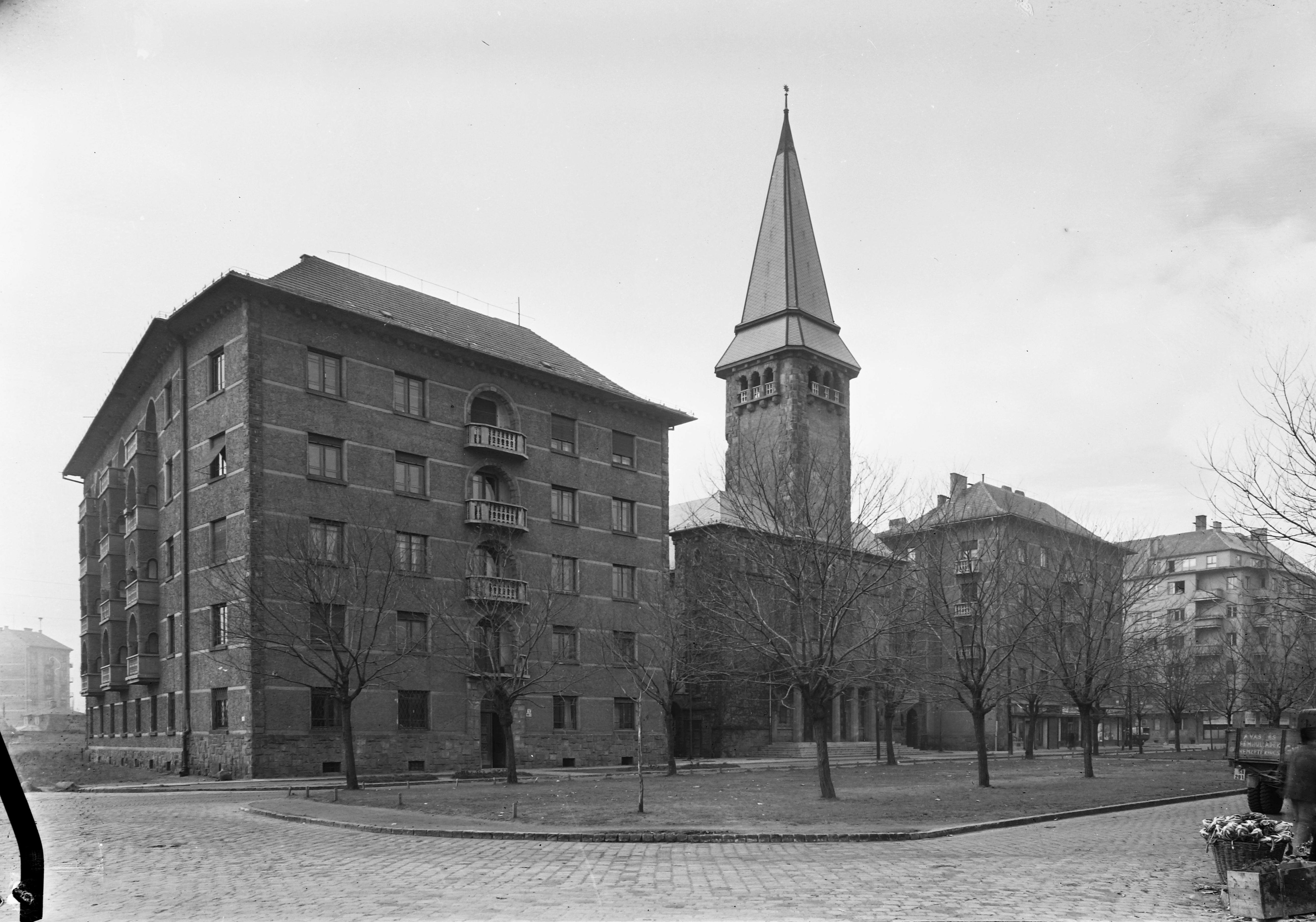
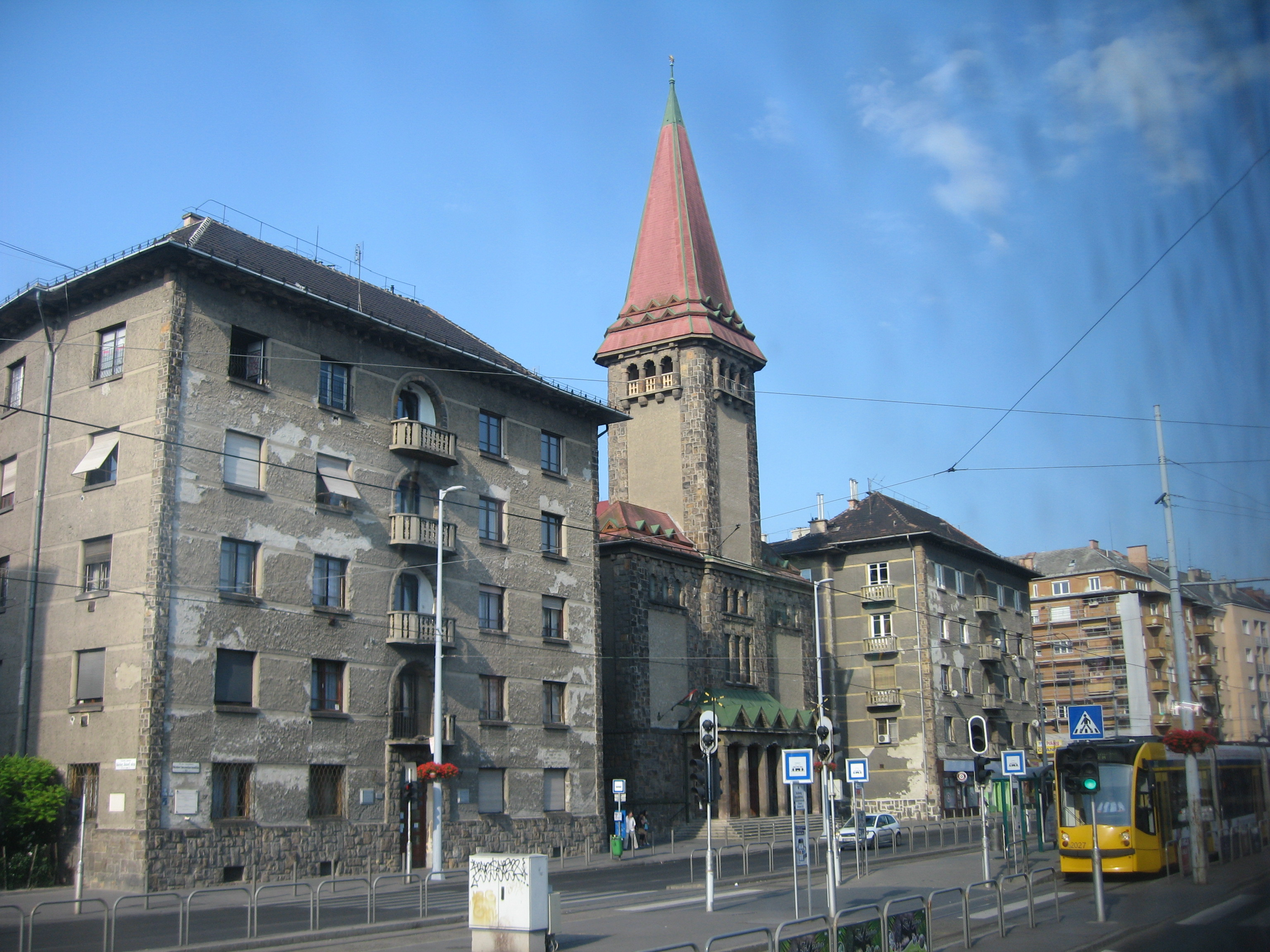
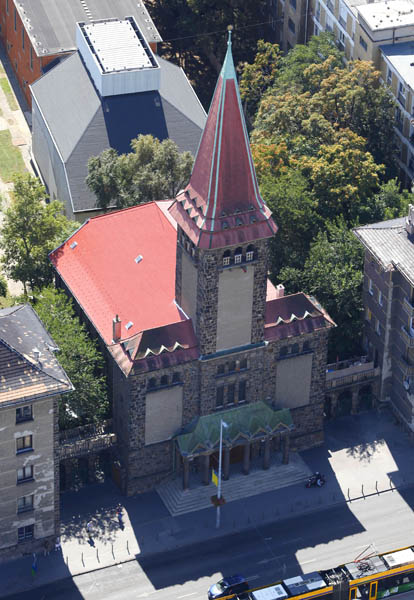
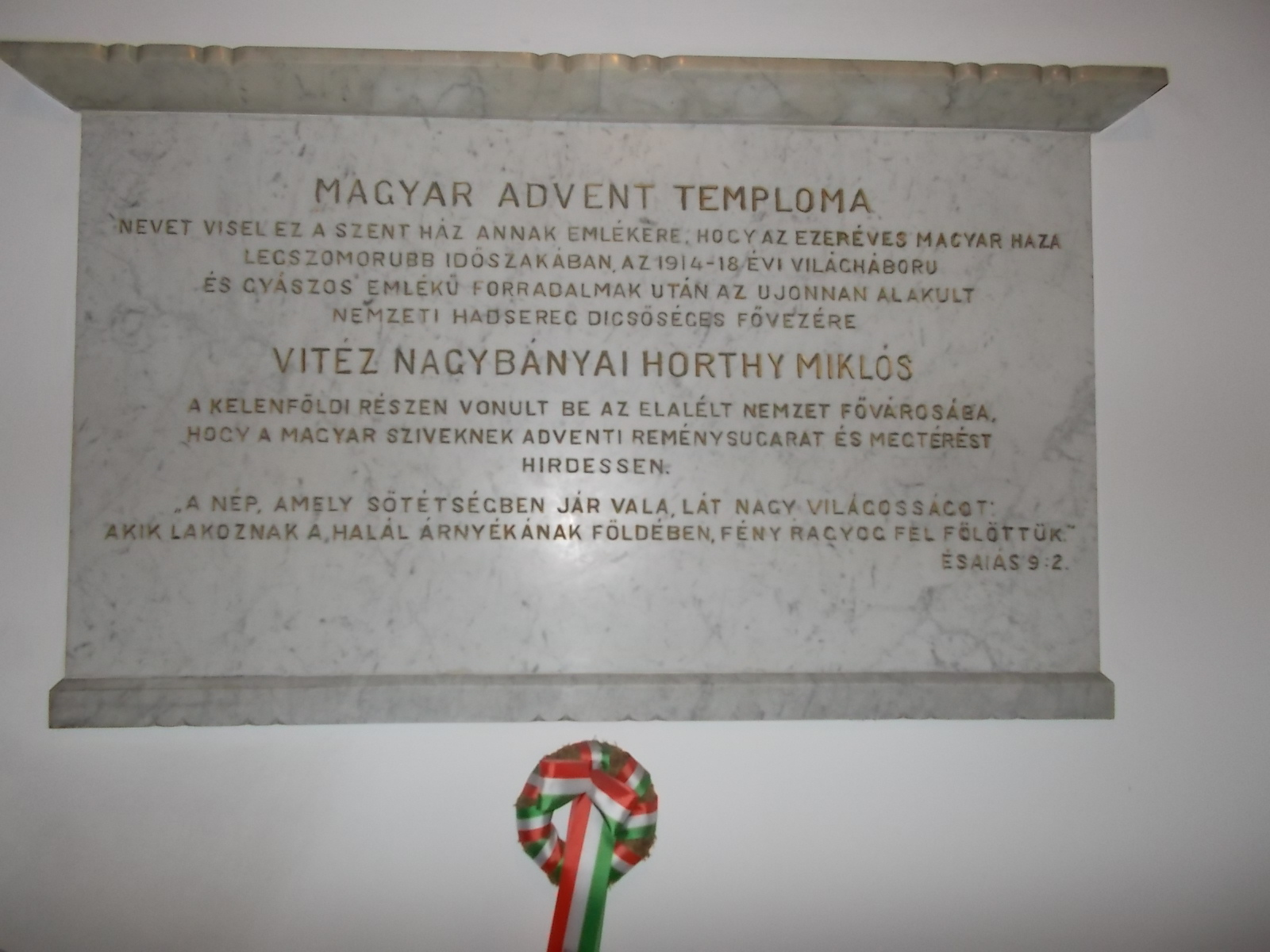